# 6e corps d'armée (Allemagne)
Pour les articles homonymes, voir 6e corps d'armée.
Le 6e corps d'armée (en allemand : VI. Armeekorps) était un corps d'armée de l'armée de terre allemande, la Heer, au sein de la Wehrmacht pendant la Seconde Guerre mondiale.

## Hiérarchie des unités
| Nom          | Nbre d'hommes       | Unités subalternes                | Grade de commandement                 |
| ------------ | ------------------- | --------------------------------- | ------------------------------------- |
| Heeresgruppe | + 300 000           | 2 à + Armeen (Armées)             | Generaloberst ou Generalfeldmarschall |
| Armee        | + 100 000 - 300 000 | 2 à + Armeekorps (Corps d'armées) | General ou Generaloberst              |
| Armeekorps   | + 30 000 - 80 000   | 2 à + Divisionen (Division)       | Generalleutnant ou General            |
| Division     | + 10 000 – 20 000   | 2 à 6 Brigaden (Brigade)          | Generalmajor ou Generalleutnant       |
| Brigade      | + 3 000 – 5 000     | jusqu'à 3 Regimentern (Régiment)  | Oberst ou Generalmajor                |

## Historique
Le VI. Armeekorps est formé à partir du 1er octobre 1934 avec le personnel d'origine de la 6e division de la Reichswehr, situé à Münster dans le Wehrkreis VI (sixième district militaire).

## Organisation

### Commandants successifs
| Date                                | Grade                  | Commandant            |
| ----------------------------------- | ---------------------- | --------------------- |
| 1er octobre 1934 - 24 novembre 1938 | General der Artillerie | Günther von Kluge     |
| 24 novembre 1938 - 31 décembre 1941 | General der Pioniere   | Otto-Wilhelm Förster  |
| 1er janvier 1942 - 31 octobre 1942  | General der Infanterie | Bruno Bieler          |
| 1er novembre 1942 - 20 mai 1944     | General der Infanterie | Hans Jordan           |
| 20 mai 1944 - 28 juin 1944          | General der Infanterie | Georg Pfeiffer        |
| 28 juin 1944 - 11 août 1944         | General der Artillerie | Helmuth Weidling      |
| 11 août 1944 - Janvier 1945         | General der Infanterie | Horst Großmann        |
| Janvier 1945 - Janvier 1945         | Generalleutnant        | Ralph Graf von Oriola |
| Janvier 1945 - 8 mai 1945           | General der Infanterie | Horst Großmann        |

### Chef des Generalstabes
| Date                                 | Grade               | Commandant                       |
| ------------------------------------ | ------------------- | -------------------------------- |
| 1er octobre 1934 - 1er octobre 1937  | Generalmajor        | Siegfried Mummenthey             |
| 1er octobre 1937 - 1er décembre 1938 | Generalmajor        | Georg von Sodenstern             |
| 1er décembre 1938 - 15 janvier 1941  | Generalmajor        | Walter Düvert                    |
| 15 janvier 1941 - Juillet 1942       | Oberst i.G.         | Hans Degen                       |
| Juillet 1942 - Juillet 1944          | Oberst i.G.         | Willy Mantey                     |
| Juillet 1944 - Mars 1945             | Oberst i.G.         | Hans-Jürgen Freiherr von Ledebur |
| Mars 1945 - Mai 1945                 | Oberstleutnant i.G. | Hilmar Frank von Hausen-Aubier   |

### 1. Generalstabsoffizier (Ia)
| Date                              | Grade               | Commandant                |
| --------------------------------- | ------------------- | ------------------------- |
| 1er octobre 1934 - 1er avril 1936 | Oberst i.G.         | Ludwig Crüwell            |
| 12 octobre 1937 - 26 août 1939    | Oberstleutnant i.G. | Arthur Schmidt            |
| 26 août 1939 - 15 octobre 1939    | Oberstleutnant i.G. | Josef Kübler (de)         |
| 15 octobre 1939 - 4 février 1940  | Oberstleutnant i.G. | Hans Röttiger (en)        |
| 4 février 1940 - Octobre 1940     | Oberstleutnant i.G. | Siegfried von Waldenburg  |
| Octobre 1940 - 21 juin 1941       | Major i.G.          | Hans Barchewitz           |
| Juin 1941 - Août 1942             | Major i.G.          | Fritz Besell              |
| Août 1942 - Janvier 1943          | Major i.G.          | Albert Schindler          |
| Janvier 1943 - Juin 1943          | Oberstleutnant i.G. | Wilhelm Fauner            |
| Juin 1943 - Novembre 1943         | Major i.G.          | Rudolf Plücker            |
| Novembre 1943 - Juin 1944         | Major i.G.          | Arwed-Fedor von Puttkamer |
| Juin 1944 - Août 1944             | Major i.G.          | Walther Telle             |
| Août 1944 - Septembre 1944        | Major i.G.          | Horst Rätsch              |
| Octobre 1944 - Avril 1945         | Major i.G.          | Egon Overbeck             |
| Avril 1945 - Mai 1945             | Major i.G.          | Hantel                    |

## Théâtres d'opérations
- Pologne : Septembre 1939 - Mai 1940
- France : Mai 1940 - Juin 1941
- Front de l'Est, secteur Sud : Juin 1941 - Juillet 1944
- Front de l'Est, secteur Sud : Juillet 1944 - Mai 1945

## Ordre de batailles

### Rattachement d'Armées
| Date      | Armée            | Groupe d'Armées    |
| --------- | ---------------- | ------------------ |
| 1939      |                  |                    |
| Septembre | 5. Armee         | Heeresgruppe C     |
| Octobre   | 6. Armee         | Heeresgruppe B     |
| Décembre  | 12. Armee        | Heeresgruppe A     |
| 1940      |                  |                    |
| Janvier   | 12. Armee        | Heeresgruppe A     |
| 18 mai    | 16. Armee        | Heeresgruppe A     |
| Juin      | 2. Armee         | Heeresgruppe A     |
| Juillet   | 4. Armee         | Heeresgruppe B     |
| Septembre | 7. Armee         | Heeresgruppe C     |
| Novembre  | 7. Armee         | Heeresgruppe D     |
| 1941      |                  |                    |
| Janvier   | 7. Armee         | Heeresgruppe D     |
| Mars      | 18. Armee        | Heeresgruppe B     |
| Mai       | 9. Armee         | Heeresgruppe B     |
| Juin      | 9. Armee         | Heeresgruppe Mitte |
| Septembre | Panzergruppe 3   | Heeresgruppe Mitte |
| Novembre  | 9. Armee         | Heeresgruppe Mitte |
| 1942      |                  |                    |
| Janvier   | 9. Armee         | Heeresgruppe Mitte |
| 1943      |                  |                    |
| Janvier   | 9. Armee         | Heeresgruppe Mitte |
| Avril     | 3. Armee         | Heeresgruppe Mitte |
| 1944      |                  |                    |
| Janvier   | 3. Panzerarmee   | Heeresgruppe Mitte |
| Juillet   | 4. Armee         | Heeresgruppe Mitte |
| 1945      |                  |                    |
| Janvier   | 4. Armee         | Heeresgruppe Mitte |
| Février   | 4. Armee         | Heeresgruppe Mitte |
| Avril     | Armee Ostpreußen |                    |

### Unités subordonnées
1er mars 1939
- 6. Infanterie-Division
- 16. Infanterie-Division
- 26. Infanterie-Division
- 6. Panzerbrigade

1er septembre 1939
- Grenz-Infanterie-Regiment 16

29 avril 1940
- 16. Infanterie-Division
- 4. Infanterie-Division

16 juin 1940
- 15. Infanterie-Division
- 205. Infanterie-Division

22 juin 1941
- 26. Infanterie-Division
- 6. Infanterie-Division

20 juillet 1941
- 26. Infanterie-Division
- 6. Infanterie-Division

12 août 1941
- 26. Infanterie-Division
- 6. Infanterie-Division
- 14. Infanterie-Division

2 septembre 1941
- 6. Infanterie-Division
- 26. Infanterie-Division
- 206. Infanterie-Division
- 110. Infanterie-Division

25 septembre 1941
- 6. Infanterie-Division
- 26. Infanterie-Division
- 110. Infanterie-Division

2 octobre 1941
- 10. Infanterie-Division
- 26. Infanterie-Division

11 octobre 1941
- 26. Infanterie-Division
- 110. Infanterie-Division

30 octobre 1941
- 26. Infanterie-Division
- 6. Infanterie-Division

17 novembre 1941
- 26. Infanterie-Division
- 6. Infanterie-Division
- 110. Infanterie-Division

5 décembre 1941
- 26. Infanterie-Division
- 6. Infanterie-Division
- 110. Infanterie-Division

28 décembre 1941
- 26. Infanterie-Division
- 6. Infanterie-Division
- 110. Infanterie-Division
- 161. Infanterie-Division

11 janvier 1942
- 26. Infanterie-Division
- 6. Infanterie-Division
- 110. Infanterie-Division
- 161. Infanterie-Division
- 256. Infanterie-Division

18 février 1942
- 26. Infanterie-Division
- 6. Infanterie-Division
- 256. Infanterie-Division
- 251. Infanterie-Division
- SS-Division "Das Reich"

13 avril 1942
- 26. Infanterie-Division
- 6. Infanterie-Division
- 256. Infanterie-Division

10 mai 1942
- 26. Infanterie-Division
- 6. Infanterie-Division
- 256. Infanterie-Division

16 juin 1942
- 26. Infanterie-Division
- 6. Infanterie-Division
- 256. Infanterie-Division

1er juillet 1942
- 26. Infanterie-Division
- 256. Infanterie-Division
- 6. Infanterie-Division

8 août 1942
- 206. Infanterie-Division
- 251. Infanterie-Division
- 87. Infanterie-Division
- 6. Infanterie-Division
- 256. Infanterie-Division
- 14. Infanterie-Division

22 août 1942
- 206. Infanterie-Division
- 251. Infanterie-Division
- 87. Infanterie-Division
- 6. Infanterie-Division

19 octobre 1942
- 197. Infanterie-Division
- SS-Kavallerie-Division (HGr.-Reserve)

8 novembre 1942
- 197. Infanterie-Division
- Luftwaffen-Feld-Division 2
- 7. Flieger-Division
- SS-Kavallerie-Division (HGr.-Reserve)
- 20. Panzer-Division (OKH-Reserve)

20. November 1942
- 197. Infanterie-Division
- 7. Flieger-Division
- SS-Kavallerie-Division (HGr.-Reserve)
- 20. Panzer-Division (OKH-Reserve)
- 205. Infanterie-Division
- 330. Infanterie-Division

22 décembre 1942
- 197. Infanterie-Division
- 330. Infanterie-Division
- 328. Infanterie-Division
- 205. Infanterie-Division

12 janvier 1943
- 197. Infanterie-Division
- 330. Infanterie-Division
- 83. Infanterie-Division
- 7. Flieger-Division
- Panzer-Regiment 21 (AOK-Reserve)

4 février 1943
- 197. Infanterie-Division
- 330. Infanterie-Division
- 83. Infanterie-Division
- 7. Flieger-Division
- 20. Panzer-Division (im Abtransport)

7 juillet 1943
- 206. Infanterie-Division
- 330. Infanterie-Division
- 87. Infanterie-Division

1er août 1943
- 87. Infanterie-Division
- 330. Infanterie-Division
- 206. Infanterie-Division

7 septembre 1943
- 87. Infanterie-Division
- 206. Infanterie-Division

15 octobre 1943
- 87. Infanterie-Division
- 14. Infanterie-Division
- 206. Infanterie-Division

1er novembre 1943
- 87. Infanterie-Division
- 14. Infanterie-Division
- 206. Infanterie-Division

17 novembre 1943
- 206. Infanterie-Division
- 14. Infanterie-Division
- 246. Infanterie-Division
- 256. Infanterie-Division
- 211. Infanterie-Division

6 décembre 1943
- 206. Infanterie-Division
- 14. Infanterie-Division
- 246. Infanterie-Division
- 256. Infanterie-Division

26 janvier 1944
- 206. Infanterie-Division
- 14. Infanterie-Division
- 246. Infanterie-Division
- 256. Infanterie-Division
- 197. Infanterie-Division
- 131. Infanterie-Division
- 299. Infanterie-Division

24 février 1944
- 131. Infanterie-Division
- 246. Infanterie-Division
- 206. Infanterie-Division
- 197. Infanterie-Division
- 299. Infanterie-Division
- 14. Infanterie-Division
- 256. Infanterie-Division
- 211. Infanterie-Division

4 mars 1944
- 197. Infanterie-Division
- 299. Infanterie-Division
- 14. Infanterie-Division
- 256. Infanterie-Division

12 mars 1944
- 197. Infanterie-Division
- 299. Infanterie-Division
- 14. Infanterie-Division
- 256. Infanterie-Division

3 avril 1944
- 197. Infanterie-Division
- 299. Infanterie-Division
- 14. Infanterie-Division
- 256. Infanterie-Division

27 avril 1944
- 197. Infanterie-Division
- 299. Infanterie-Division
- 14. Infanterie-Division
- 256. Infanterie-Division

16 mai 1944
- 197. Infanterie-Division
- 299. Infanterie-Division
- 14. Infanterie-Division
- 256. Infanterie-Division

3 juin 1944
- 197. Infanterie-Division
- 299. Infanterie-Division
- 14. Infanterie-Division (als Heeresgruppenreserve)
- 256. Infanterie-Division

16 septembre 1944
- 286. Sicherungs-Division
- 50. Infanterie-Division

1er mars 1945
- Kampfgruppe 131. Infanterie-Division
- 10. Radfahr-Jäger-Brigade
- Kampfgruppe 61. Infanterie-Division
- 18. Panzer-Grenadier-Division

## Sources
- (de) VI. Armeekorps sur lexikon-der-wehrmacht.de